# Lake-Eildon-Nationalpark
Der Lake-Eildon-Nationalpark ist ein Nationalpark im Zentrum des australischen Bundesstaates Victoria, 111 km nordöstlich von Melbourne. Der 277,5 km² große Park liegt am Südufer des Lake Eildon.

## Geschichte
In den 1950er-Jahren kaufte die Staatsregierung von Victoria Bauernland entlang des Goulburn River und des Delatite River um einen Stausee für die Bewässerung des unteren Goulburn-Tales zu schaffen. Ein Gebiet von 26,7 km², das nicht vom Stausee überflutet wurde, wurde 1957 zum Fraser-Nationalpark erklärt. Ein weiteres Staatswaldgebiet von 240 km² an den Ufern des Sees wurde 1980 zum Eildon State Park gemacht, um den Wassereinzugsbereich des Lake Eildon schützen zu können. 1997 wurden beide Gebiete zum Lake-Eildon-Nationalpark zusammengefasst.

### Kulturelle Aspekte
Im Tal des Goulburn River lebten Hunderte von Angehörigen der Taungaurung, eines Aboriginesstammes. Kulturstätten, die ihnen gehörten, verschwanden im Stausee.
Im Park finden sich eine Reihe von Stollen aus der Zeit des victorianischen Goldrausches der 1860er-Jahre. Auch Überreste aus der vorhergehenden Zeit der Schafzüchter sind noch vorhanden.

## Geologie
Der Park ist gebirgig, seine Gipfel erreichen bis zu 900 m. Auch findet sich der Rand der Cerberean Caldera, eines riesigen, runden Kraters eines alten Vulkans, der vor 380 Mio. Jahren aktiv war. Die Caldera sieht man an einigen Stellen als Granitspitzen.

## Flora und Fauna
Die Vegetation im Park ist generell eher trocken. Sei besteht aus Eukalyptuswald mit Flecken von Auwald und einigen Gebieten mit Bergwald. Die wichtigsten dort vorkommenden Eukalyptusarten sind Stringybark, Peppermint, Red Box und Candlebark. In den höher gelegenen Wäldern findet man auch Mountain Ash und Blue Gum.
Der Park beherbergt 34 einheimische Säugetierarten, 89 einheimische Vogelarten, 17 Reptilienarten, 10 Amphibienarten und drei Süßwasserfischarten. Vom Aussterben bedroht sind der Pinselschwanzbeutler und gefleckte Baumfrosch. An den Campingplätzen des Parks findet man häufig das östliche graue Riesenkänguru.

## Besucher
Die meisten Besucher betreiben Wassersport am Lake Eildon, wie z. B. Motorboot fahren oder Wasserski laufen. Die Jagd auf Rehe ist während der Jagdsaison in einigen Teilen des Parks gestattet.